# Grand Prix Ruska 2017
Grand Prix Ruska 2017 (oficiálně 2017 Formula 1 VTB Russian Grand Prix) se jela na okruhu Sochi Autodrom v Soči v Rusku dne 30. dubna 2017. Závod byl čtvrtým v pořadí v sezóně 2017 šampionátu Formule 1.

## Kvalifikace
| Poř.                       | No. | Jezdec            | Konstruktér               | Časy v kvalifikaci | Časy v kvalifikaci | Časy v kvalifikaci | Pořadí na startu |
| Poř.                       | No. | Jezdec            | Konstruktér               | Q1                 | Q2                 | Q3                 | Pořadí na startu |
| -------------------------- | --- | ----------------- | ------------------------- | ------------------ | ------------------ | ------------------ | ---------------- |
| 1                          | 5   | Sebastian Vettel  | Ferrari                   | 1:34.493           | 1:34.038           | 1:33.194           | 1                |
| 2                          | 7   | Kimi Räikkönen    | Ferrari                   | 1:34.953           | 1:33.663           | 1:33.253           | 2                |
| 3                          | 77  | Valtteri Bottas   | Mercedes                  | 1:34.041           | 1:33.264           | 1:33.289           | 3                |
| 4                          | 44  | Lewis Hamilton    | Mercedes                  | 1:34.409           | 1:33.760           | 1:33.767           | 4                |
| 5                          | 3   | Daniel Ricciardo  | Red Bull Racing-TAG Heuer | 1:35.560           | 1:35.483           | 1:34.905           | 5                |
| 6                          | 19  | Felipe Massa      | Williams-Mercedes         | 1:35.828           | 1:35.049           | 1:35.110           | 6                |
| 7                          | 33  | Max Verstappen    | Red Bull Racing-TAG Heuer | 1:35.301           | 1:35.221           | 1:35.161           | 7                |
| 8                          | 27  | Nico Hülkenberg   | Renault                   | 1:35.507           | 1:35.328           | 1:35.285           | 8                |
| 9                          | 11  | Sergio Pérez      | Force India-Mercedes      | 1:36.185           | 1:35.513           | 1:35.337           | 9                |
| 10                         | 31  | Esteban Ocon      | Force India-Mercedes      | 1:35.372           | 1:35.729           | 1:35.430           | 10               |
| 11                         | 55  | Carlos Sainz Jr.  | Toro Rosso                | 1:35.827           | 1:35.948           |                    | 14               |
| 12                         | 18  | Lance Stroll      | Williams-Mercedes         | 1:36.279           | 1:35.964           |                    | 11               |
| 13                         | 26  | Daniil Kvjat      | Toro Rosso                | 1:35.984           | 1:35.968           |                    | 12               |
| 14                         | 20  | Kevin Magnussen   | Haas-Ferrari              | 1:36.408           | 1:36.017           |                    | 13               |
| 15                         | 14  | Fernando Alonso   | McLaren-Honda             | 1:36.353           | 1:36.660           |                    | 15               |
| 16                         | 30  | Jolyon Palmer     | Renault                   | 1:36.462           |                    |                    | 16               |
| 17                         | 2   | Stoffel Vandoorne | McLaren-Honda             | 1:37.070           |                    |                    | 20               |
| 18                         | 94  | Pascal Wehrlein   | Sauber-Ferrari            | 1:37.332           |                    |                    | 17               |
| 19                         | 9   | Marcus Ericsson   | Sauber-Ferrari            | 1:37.507           |                    |                    | 18               |
| 20                         | 8   | Romain Grosjean   | Haas-Ferrari              | 1:37.620           |                    |                    | 19               |
| 107% času vítěze: 1:40.623 |     |                   |                           |                    |                    |                    |                  |
| Zdroj:                     |     |                   |                           |                    |                    |                    |                  |

Poznámky
1. ↑  Carlos Sainz Jr. obdržel trest posunu o 3 místa vzad za zavinění kolize v předchozím závodě.
2. ↑  Stoffel Vandoorne obdržel trest posunu o 15 míst vzad kvůli výměně různých částí motoru.

## Závod
| Poř.   | No. | Jezdec            | Konstruktér               | Počet kol | Čas/Odstoupení | Pořadí na startu | Body |
| ------ | --- | ----------------- | ------------------------- | --------- | -------------- | ---------------- | ---- |
| 1      | 77  | Valtteri Bottas   | Mercedes                  | 52        | 1:28:08.743    | 3                | 25   |
| 2      | 5   | Sebastian Vettel  | Ferrari                   | 52        | +0.617         | 1                | 18   |
| 3      | 7   | Kimi Räikkönen    | Ferrari                   | 52        | +11.000        | 2                | 15   |
| 4      | 44  | Lewis Hamilton    | Mercedes                  | 52        | +36.230        | 4                | 12   |
| 5      | 33  | Max Verstappen    | Red Bull Racing-TAG Heuer | 52        | +1:00.416      | 7                | 10   |
| 6      | 11  | Sergio Pérez      | Force India-Mercedes      | 52        | +1:26.788      | 9                | 8    |
| 7      | 31  | Esteban Ocon      | Force India-Mercedes      | 52        | +1:35.004      | 10               | 6    |
| 8      | 27  | Nico Hülkenberg   | Renault                   | 52        | +1:36.188      | 8                | 4    |
| 9      | 19  | Felipe Massa      | Williams-Mercedes         | 51        | +1 kolo        | 6                | 2    |
| 10     | 55  | Carlos Sainz Jr.  | Toro Rosso                | 51        | +1 kolo        | 14               | 1    |
| 11     | 18  | Lance Stroll      | Williams-Mercedes         | 51        | +1 kolo        | 11               |      |
| 12     | 26  | Daniil Kvjat      | Toro Rosso                | 51        | +1 kolo        | 12               |      |
| 13     | 20  | Kevin Magnussen   | Haas-Ferrari              | 51        | +1 kolo        | 13               |      |
| 14     | 2   | Stoffel Vandoorne | McLaren-Honda             | 51        | +1 kolo        | 20               |      |
| 15     | 9   | Marcus Ericsson   | Sauber-Ferrari            | 51        | +1 kolo        | 18               |      |
| 16     | 94  | Pascal Wehrlein   | Sauber-Ferrari            | 50        | +2 kola        | 17               |      |
| Ret    | 3   | Daniel Ricciardo  | Red Bull Racing-TAG Heuer | 5         | Brzdy          | 5                |      |
| Ret    | 30  | Jolyon Palmer     | Renault                   | 0         | Kolize         | 16               |      |
| Ret    | 8   | Romain Grosjean   | Haas-Ferrari              | 0         | Kolize         | 19               |      |
| DNS    | 14  | Fernando Alonso   | McLaren-Honda             | 0         | Převodovka     | –                |      |
| Zdroj: |     |                   |                           |           |                |                  |      |

Poznámky
1. ↑  Fernando Alonso do závodu vůbec nenastoupil, protože mu během zaváděcího kola selhala převodovka.

## Průběžné pořadí po závodě
Pohár jezdců
|  | Pořadí | Jezdec           | Body |
|  | ------ | ---------------- | ---- |
|  | 1      | Sebastian Vettel | 86   |
|  | 2      | Lewis Hamilton   | 73   |
|  | 3      | Valtteri Bottas  | 63   |
|  | 4      | Kimi Räikkönen   | 49   |
|  | 5      | Max Verstappen   | 35   |

Pohár konstruktérů
|   | Pořadí | Konstruktér               | Body |
| - | ------ | ------------------------- | ---- |
| 1 | 1      | Mercedes                  | 136  |
| 1 | 2      | Ferrari                   | 135  |
|   | 3      | Red Bull Racing-TAG Heuer | 57   |
|   | 4      | Force India-Mercedes      | 31   |
|   | 5      | Williams-Mercedes         | 18   |